# Küngös
Küngös község Veszprém vármegyében, a Balatonalmádi járásban.

## Fekvése
Küngös a Bakony és a Mezőföld találkozásánál fekszik, a két legközelebbi település a 3 kilométerre lévő Csajág és a 6 kilométerre fekvő Berhida. Közigazgatási területe határos még (földúton) Balatonkenesével, Papkeszivel, Ősivel és Fülével is. Berhida felé indulva a Bakony vonulatai láthatóak, ám ha Csajág felé indulunk el, akkor a Mezőföld tárul elénk.
A község főutcája a Lepsénytől Berhida érintésével Várpalota térségéig húzódó 7207-es út. Áthalad a településen a Lepsény–Veszprém-vasútvonal is, de itt 2007. március 4. óta szünetel a személyforgalom, Küngös megállóhely egykori épületét 2010-ben tájházzá alakították át.

## Története
Küngös besenyő származású Kunigundát jelent. IV. Béla leánya viselte a nevet. Először 1290-ben említik Kingus néven. 1729-ben Egyházküngöspuszta és Pusztaküngös néven a Kenesey és Tóth nemzetség, valamint a Vojnich bárók egyikének birtoka.
Három évszázadon át pusztaként, a 19. század közepén kezd faluvá válni Küngösként 307 lakossal. 1828-ban 307, 1960-ban 655, 2006-ban 560 lakosa volt.
1941-ben a lakosok egynegyede már ipari munkás volt. 1945 után egy állami gazdaság és egy tsz birtokolta. Önálló polgármesterség Csajággal közös körjegyzőséggel. Jellemzője a sok fa, a lakosság rendszeresen pótolja a kipusztult fákat.
A falunév helyi magyarázata:
Régen, még az első világháború előtt, a falu határában (a temető fölötti domb tetején) egy lobogó inges férfialakot ábrázoló kőszobor állt, amelyet kőinges – helyi tájszólással  „küüngös” – szobornak neveztek. A kőszobor nagy valószínűséggel létezett még az 1900-as évek elején is. Az öregek szerint a Középkút mellett álló szobrot egyszer a berhidai legények ellopták, de a küngösiek visszalopták. A szobrot puha mészkőből faragták, rég elporlott.

## Közélete

### Polgármesterei
- 1990–1994: Szabó Zoltán (független)[5]
- 1994–1998: Szabó Géza (független)[6]
- 1998–2002: Szabó Géza (független)[7]
- 2002–2006: Szabó Géza (független)[8]
- 2006–2010: Szabó Gergely Attila (független)[9]
- 2010–2014: Szabó Gergely Attila (független)[10]
- 2014–2019: Szabó Gergely Attila (független)[11]
- 2019–2024: Szabó Gergely Attila (független)[12]
- 2024– : Szabó Gergely Attila (független)[1]

## Népesség
A település népességének változása:
| Lakosok száma | 503  | 490  | 471  | 456  | 467  | 477  | 489  |
|               | 2013 | 2014 | 2015 | 2021 | 2022 | 2023 | 2024 |

A 2011-es népszámlálás során a lakosok 91,5%-a magyarnak, 0,6% németnek mondta magát (8,5% nem nyilatkozott; a kettős identitások miatt a végösszeg nagyobb lehet 100%-nál). A vallási megoszlás a következő volt: római katolikus 35,4%, református 24,5%, evangélikus 0,4%, felekezeten kívüli 17,7% (20,9% nem nyilatkozott).
2022-ben a lakosság 93,8%-a vallotta magát magyarnak, 0,9% lengyelnek, 0,6% németnek, 0,6% cigánynak, 0,2% ukránnak, 0,2% szlovénnek, 1,3% egyéb, nem hazai nemzetiségűnek (6,2% nem nyilatkozott; a kettős identitások miatt a végösszeg nagyobb lehet 100%-nál). Vallásuk szerint 23,3% volt római katolikus, 12,8% református, 0,4% egyéb keresztény, 0,2% egyéb katolikus, 10,7% felekezeten kívüli (52,5% nem válaszolt).

## Ismert személyek, akik a településhez kötődnek
- Kingusi Dénes (gróf, 1290)
- Babarczi Schwartzer Ottó
- Bajsai Vojnits Sándor és bajsai Vojnits Sándorné
- Ries István

## Nevezetességei
A háromutcás falu közepén álló kis kastély (kúria) a Vojnich bárók tulajdona volt az államosításig, alapjait feltehetően az 1700-as évek végén helyezte le a Kenessey-család. Azt követően a (Veszprémi) Állami Gazdaság kerületi központjaként használták. A kastély rózsakertjét és a park egy részét a Gazdaság karbantartotta, de az 1980-as évek végén sajnos elpusztult, az épület három tornyának gyönyörű kovácsoltvas korlátdíszítései közül a középső pedig a tetőjavítás áldozata lett.

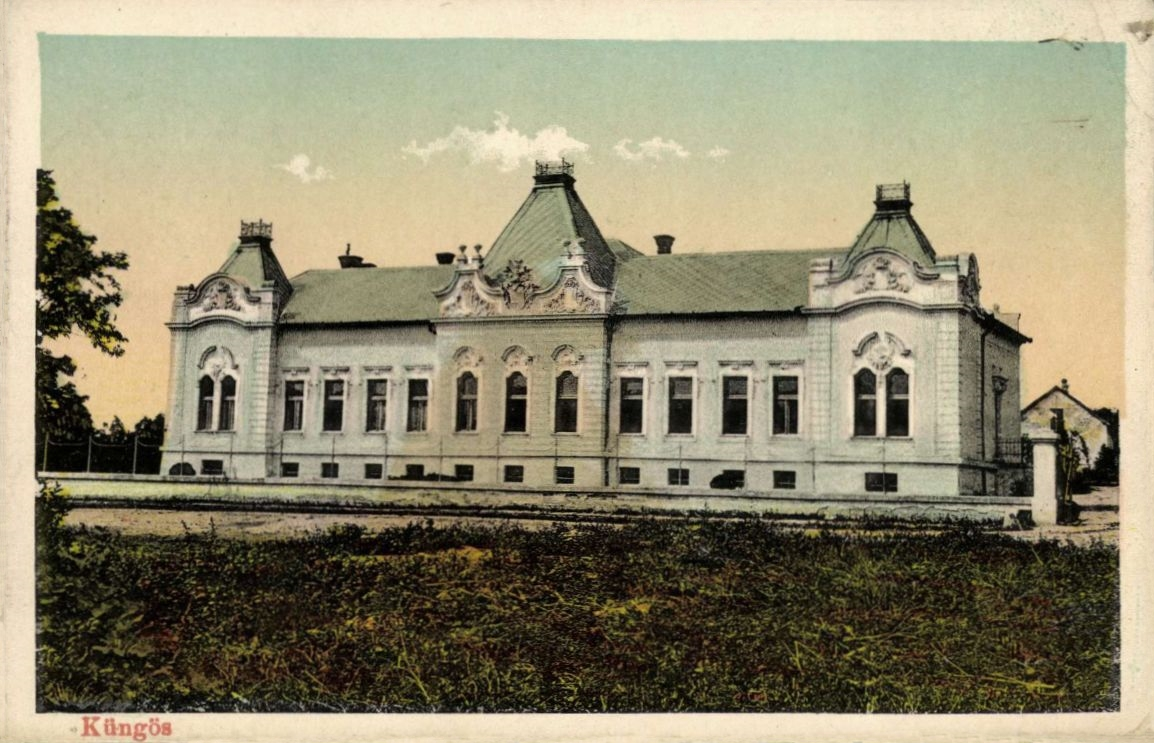
A kastély 1917-ben

A 19–20. század fordulóján báró Schwartzer Ottó téglát is égettetett B S O téglapecséttel, még mindig találhatók a falakban ilyen téglák szerte a faluban.
A faluban ered a Bürkösréti-patak. A fő utcával (Kossuth utca) párhuzamosan csordogál a szomszéd falu, Csajág felé. A fő utcával szintén párhuzamosan fut az egykori vasút nyomvonala, amely eredetileg Veszprém és Dombóvár, később Veszprém és Tamási között vezetett, a megszüntetése előtti utolsó időszakban pedig mint Lepsény–Veszprém-vasútvonal funkcionált.
Az 1960-as évek elején még sokat meséltek arról, hogy a Várhegyen (Csajág felé, a vasút után a Várhegyút dűlő mellett) állt valamikor egy vár, melyet a török időkben még a nemes Kenessey kapitány védett és az ekék ki szoktak fordítani pénzeket, faragott köveket. Akkortájt még magán zárkertek, pincék voltak azon a részen, mielőtt a termelőszövetkezet egybeszántotta volna.

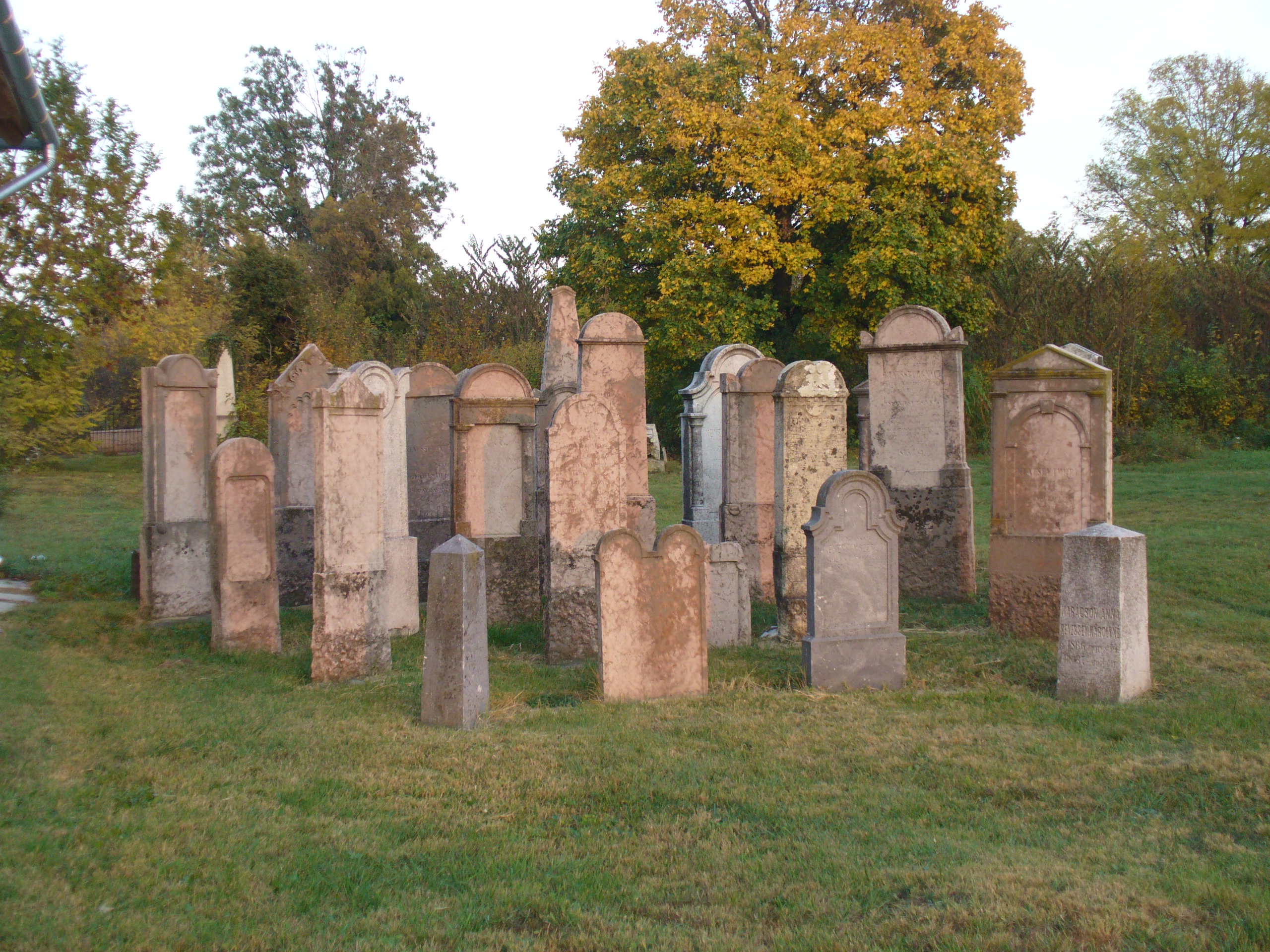
A temető

A falu temetőjében látható a mintegy 20–30 darabos, 18–19. századi és a 20. század elejéről származó sírkőgyűjtemény.
Az 1970-es években itt volt az ország legnagyobb levendula- és mandulaültetvénye. A mintegy százhektáros őszibarackosban építőtábor is üzemelt.
A hatvanas években volt női röplabdacsapata, röplabdapálya az akkori orvosi rendelő mellett, focicsapata, néptánckör és színjátszókör. A kastély kultúrteremként használt nagytermében sokáig megvolt a színpad és a János vitéz olajfestésű díszletei.

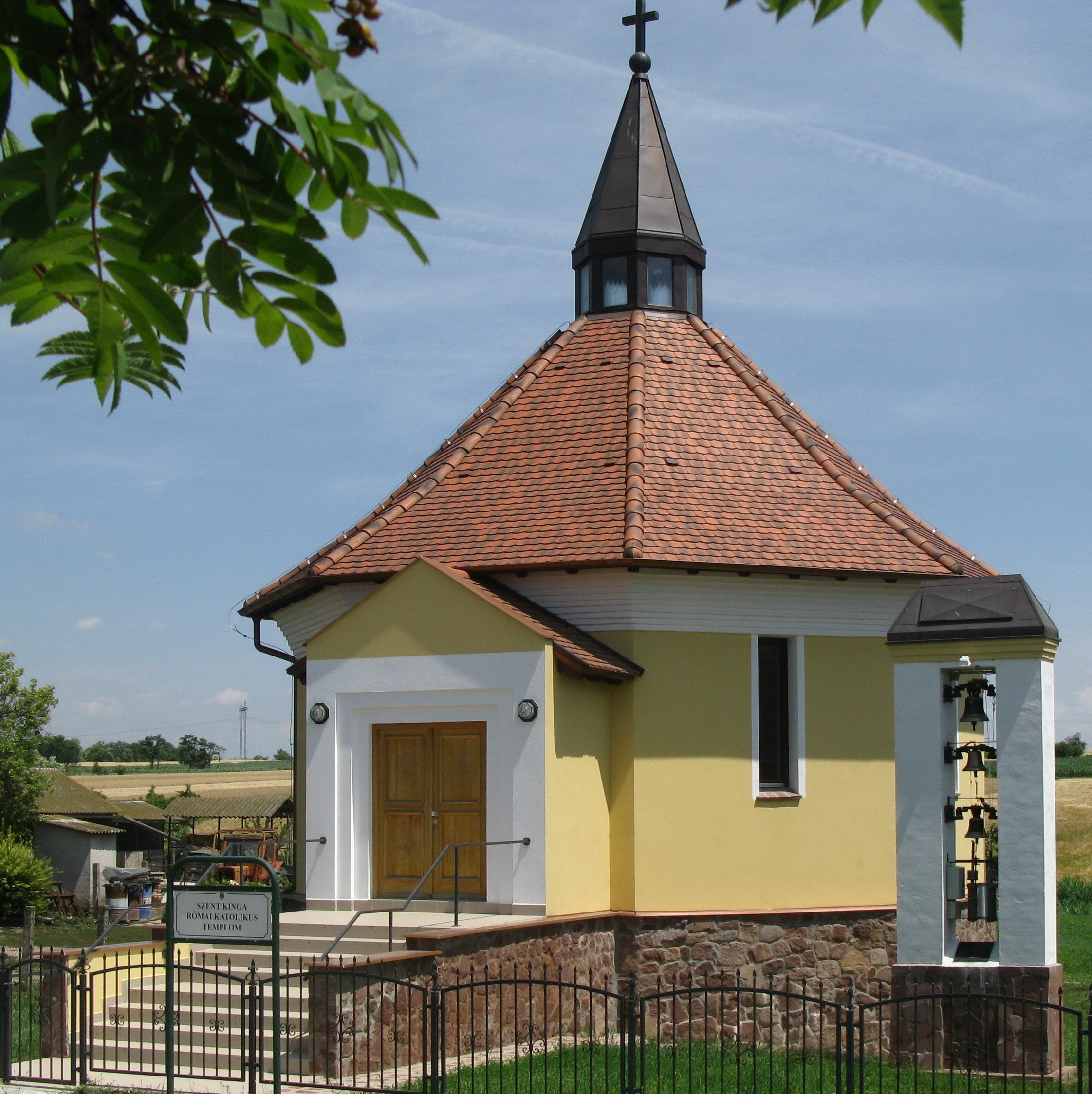
A Szent Kinga-kápolna

Nagy nevezetességei nincsenek, hiszen ez egy háromutcás falucska a Balaton háta mögött.
Az Árpád-házi Szent Kinga-kápolna alapköve 2005 áprilisában került a helyére. Tornyának magassága 14 méter. A harangláb – amelyet Dusicza Ferenc és Beke Zsolt plébános áldott meg, 2011-ben – három harangja közül a legfelsőt Szent Kinga, a középsőt Szent Margit és Boldog Jolánta névre keresztelték, a legalsó a Nagyboldogasszony nevet kapta. Az első Szent Kinga búcsú miséjét Beke Zsolt plébános a határ menti Őrség által az új templomnak adományozott miseruhában (casulában) mutatta be.
Nevezetességeihez sorolható még az 1724-ből származó harangláb, amelyet a Kenessey család adományozott.
A településen a kápolnához közel áll az iskola épülete, melynek alapjait az 1800-as években helyezték le. Az épületben az 1900-as évek végéig folyt oktatás 1.-4. osztályig. 2 tanterme volt, 2-2 osztályt összevonva tanítottak. Az 1985-ös földrengésben megsérült, lebontották, majd újjáépítették. Jelenleg itt üzemel a Szent Kinga Éléstára Manufaktúra zöldség-gyümölcs feldolgozó üzeme.

## Testvértelepülés
- Güterfelde-Stahnsdorf[15]
- Csitár (Stitare)